# Oxazepam
Oxazepamul este un medicament din clasa 1,4-benzodiazepinelor, fiind utilizat în tratamentul anxietății. Calea de administrare disponibilă este cea orală.
Prezintă efecte anxiolitice, hipnotice și sedative, anticonvulsivante și miorelaxante.
Molecula a fost patentată în 1962 și a fost aprobată pentru uz medical în 1964.

## Utilizări medicale
Oxazepamul este indicat în tratamentul de scurtă durată al anxietății, al insomniei și al sindromului de abstinență la alcool.

## Farmacologie
Oxazepamul este metabolitul activ al următoarelor benzodiazepine: diazepam, prazepam și temazepam. Ca toate benzodiazepinele, acești compuși acționează ca modulatori alosterici pozitivi al receptorului de tip A pentru acidul gama-aminobutiric (R GABAA), reducând excitabilitatea neuronilor.